# Okada Hankō
 Okada Hankō (岡田 半江), de son vrai nom : Okada Shuku, surnom : Shi-U, nom familier : Uzaemon, noms de pinceau : Hankō, Kanzan et Dokushōrō, né en 1782 à Osaka, mort en 1846, est un peintre japonais.

## Biographie
Peintre de l'école de Nanga (peinture de lettré), Hankō commence par être l'élève de son père Okada Beisanjin (1744-1818). Il est considéré dans l'ensemble comme meilleur peintre que ce dernier, bien qu'il ait été parfois sous-évalué. Comme son père, il sert le seigneur de Tôdô mais se retire en 1822 et dès lors gagne sa vie comme peintre à Osaka. Il devient l'ami de Chikuden (1777-1835).

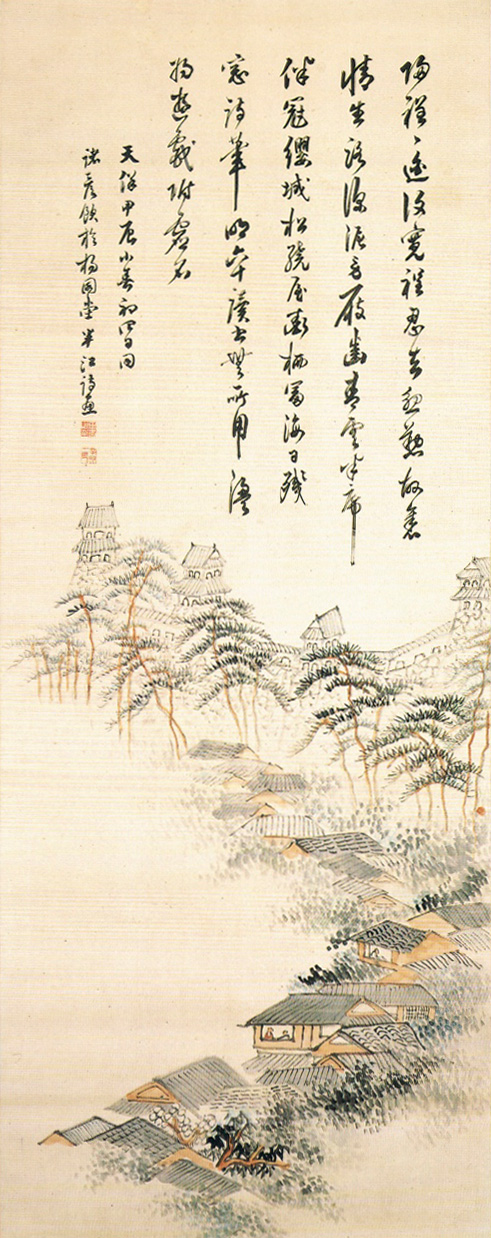
Paysage avec le château de Kishiwada (1844).

Il élargit beaucoup sa culture picturale en étudiant les peintures chinoises reproduites au Japon à l'époque, et notamment les styles de Mi Fu (1051-1107), Zhen Wu (1280-1354) et Huang Gongwang (1269-1354), Qichang Dong (1555-1636) et Wang Hui (1632-1717). Il acquiert ainsi, dans ses paysages, une grande maîtrise de la lumière et de l'atmosphère et de leur relation avec l'espace. Avec le peintre Yamamoto Baiitsu (même époque), Hankō est l'un des rares artistes à savoir ainsi manier la couleur et sa connaissance profonde de la peinture chinoise n'y est pas étrangère. Si Hankō n'est pas l'un des grands maîtres du Nanga, c'est avec lui néanmoins qu'apparaît une nouvelle maîtrise technique du dessin, de la composition, de l'évocation spatiale, maîtrise qui disparaît par la suite.